# Bibliothèque Paul-Émile-Boulet
Pour les articles homonymes, voir Paul Boulet et Boulet (homonymie).
La bibliothèque Paul-Émile-Boulet est la bibliothèque de l’Université du Québec à Chicoutimi, située à Saguenay dotée d'un budget de 2 947 913 $.

## Historique

### Les années 1970
Développement des collections et de l’offre de service
La bibliothèque Paul-Émile-Boulet est née en 1969 de la fusion de l’École de Génie-commerce, de l’École de formation des maîtres et de l’École Normale du Bon-Pasteur. À cette époque, la bibliothèque se situait dans les locaux du Cégep de Chicoutimi. Rapidement, la bibliothèque s’est développée et de nouveaux services sont apparus : une audiovidéothèque, une cartothèque en 1971 et le prêt entre bibliothèques en 1972. En 1975, BADADUQ I (Banque de données à accès direct de l’Université du Québec) fut implantée à la bibliothèque afin d’automatiser les processus de catalogage. C’était la première initiative d’automatisation de traitement et de recherche de données. C’est aussi à ce moment que l’offre des services à l’usager s’intensifie avec la création d’un service de téléréférence, la dispensation de formations documentaires aux usagers ainsi que l’extension des services de la bibliothèque aux centres hors-campus. Le service de documentation et d’intervention régionale est créé en 1979 pour répondre aux besoins documentaires de la recherche et développement régionaux. Une collection de documents uniques sur la région alimente la recherche des étudiants(es) en maîtrise en étude et intervention régionale de l’UQAC.

### Les années 1980
Un modèle organisationnel original
En 1982, la bibliothèque déménage dans les locaux qu’elle occupe actuellement. Cette relocalisation est accompagnée de l’implantation de BADADUQ II, plus performante que la première version devenue désuète, et d’une réorganisation structurelle importante.
Au même titre que les structures traditionnelles, la bibliothèque Paul-Émile-Boulet compte une direction et deux grandes divisions. Cependant, alors que les structures traditionnelles séparent les services techniques des services au public, la division de la bibliothèque est basée sur les services disciplinaires versus les services sans connotations disciplinaires particulières. Même si le nom des deux divisions et la répartition du personnel ont changé au cours des années, les principes de réorganisation mis en place en 1982 ont toujours cours. Le travail de la majorité des professionnels et de la moitié des techniciens est dédié à des disciplines particulières et ils forment une équipe de professionnels-techniciens pour toutes les activités reliées à la discipline : acquisition, commande, catalogage, classification, indexation, (services techniques); référence et formation des usagers (services au public).

### Les années 1990
Changement de direction et changements technologiques majeurs
En 1990 M. Paul-Émile Boulet, directeur de la bibliothèque depuis 1975, décède subitement à la suite d’un cancer. M. Boulet avait obtenu l’année précédente la médaille de l’Université, une distinction méritoire basée sur les réalisations d’un individu. Gilles Caron, anciennement responsable de la Division des services d’information documentaire, prend la relève de la direction l’année suivante. La bibliothèque sera nommée en l’honneur de l’ancien directeur et de ses réalisations.
Les années 1990 sont marquées par des changements technologiques majeurs pour l’époque : un poste avec lecteur cédérom est mis à la disposition des étudiants en 1991, en 1992-1993 c’est au tour d’Internet d’intégrer la bibliothèque et en 1995 naît le premier site web de la bibliothèque.
La fin des années 1990 sera caractérisée par une extension de la bibliothèque et son réaménagement ainsi que par l’implantation d’un nouveau catalogue en version Web, plus convivial pour le personnel et les usagers.

### Les années 2000
Développement de bases de données, nouveau système informatique et changement de direction
Le début des années 2000 est marqué par le renouvellement du site de la bibliothèque et l’intégration de la bibliothèque numérique « Les Classiques des sciences sociales » créée par Jean-Marie Tremblay et un groupe de bénévoles. Les pages web des professionnels de la bibliothèque sont intégrées au site web afin de faciliter l’aide à l’usager.
En 2005-2006, on voit apparaître les premières bornes sans-fil pour accéder à Internet, le Portail des Mémoires et Thèses électroniques de l’UQAC et celui de la documentation électronique régionale, ce dernier alimentant en documents originaux la bibliothèque virtuelle.
C’est en 2006-2007 que le catalogue migre vers une plateforme intelligente : Aleph est un Système intégré de gestion de bibliothèque. L’année suivante, le directeur de la bibliothèque, M. Gilles Caron, prend sa retraite. Il sera remplacé par Mme Johanne Belley, l’actuelle directrice.
À partir de 2009, la bibliothèque se lance dans les réaménagements physiques des espaces alloués à la clientèle, met à jour son site web pour le rendre plus convivial et intuitif, transfère les mémoires et thèses dans un dépôt institutionnel voué à la production intellectuelle de toute la communauté universitaire en accès libre et implante l’Outil de découverte pour la recherche parmi toutes les ressources informationnelles mises à la disposition de ses clientèles.
Le développement des compétences informationnelles des étudiants devient un élément incontournable de la bibliothèque et celle-ci continue de prendre des moyens pour les implanter davantage dans le cursus scolaire des étudiants. C’est en 2009 qu’on met en place un modèle d’intégration dans les programmes de baccalauréat. Il est actuellement en place dans quelques programmes, notamment dans les départements de sciences de la santé, sciences économiques et administratives, sciences humaines et arts et lettres. Il continuera son déploiement dans les prochaines années.
La bibliothèque Paul-Émile-Boulet est l’une des premières bibliothèques au Québec à avoir délocalisé une partie de ses conseillers en information documentaire (bibliothécaires). Cette opération consiste à relocaliser le bibliothécaire de la bibliothèque vers le département disciplinaire qu’il dessert. L’objectif de cette initiative est de favoriser les liens entre le personnel de la bibliothèque et le corps professoral du département. L’expérience menée à temps partiel depuis quelques années avec le département de sciences économiques et administratives est officialisée à temps plein avec ce département à l’automne 2009. Plusieurs facteurs contribuent au succès d’une telle initiative, notamment la structure organisationnelle de la bibliothèque et l’étendue du campus universitaire. Actuellement, quatre des huit conseillers en information documentaire sont délocalisés. Les techniciens en documentation assurent la référence dans leurs disciplines et dirigent les étudiants vers le conseiller lorsque nécessaire.

### Les années 2010
Compétences informationnelles et délocalisation
Les années 2010 s’inscrivent en continuité avec la multitude des processus qui ont été mis en branle vers la fin des années 2000 : les réaménagements physique et virtuel de la bibliothèque, le développement des compétences informationnelles, la délocalisation des professionnels et la création de groupes de travail.

## Les dossiers prioritaires
La bibliothèque a défini ses dossiers prioritaires pour les prochaines années en quatre principaux axes :
1. Des espaces réinventés pour répondre aux besoins de la clientèle.
2. Des collections pour soutenir l’apprentissage, l’enseignement et la recherche.
3. Des outils pour faire découvrir et utiliser les collections et les services par les clientèles.
4. Une équipe à l’écoute des besoins de la clientèle et prête à y répondre.